# Ac de mare

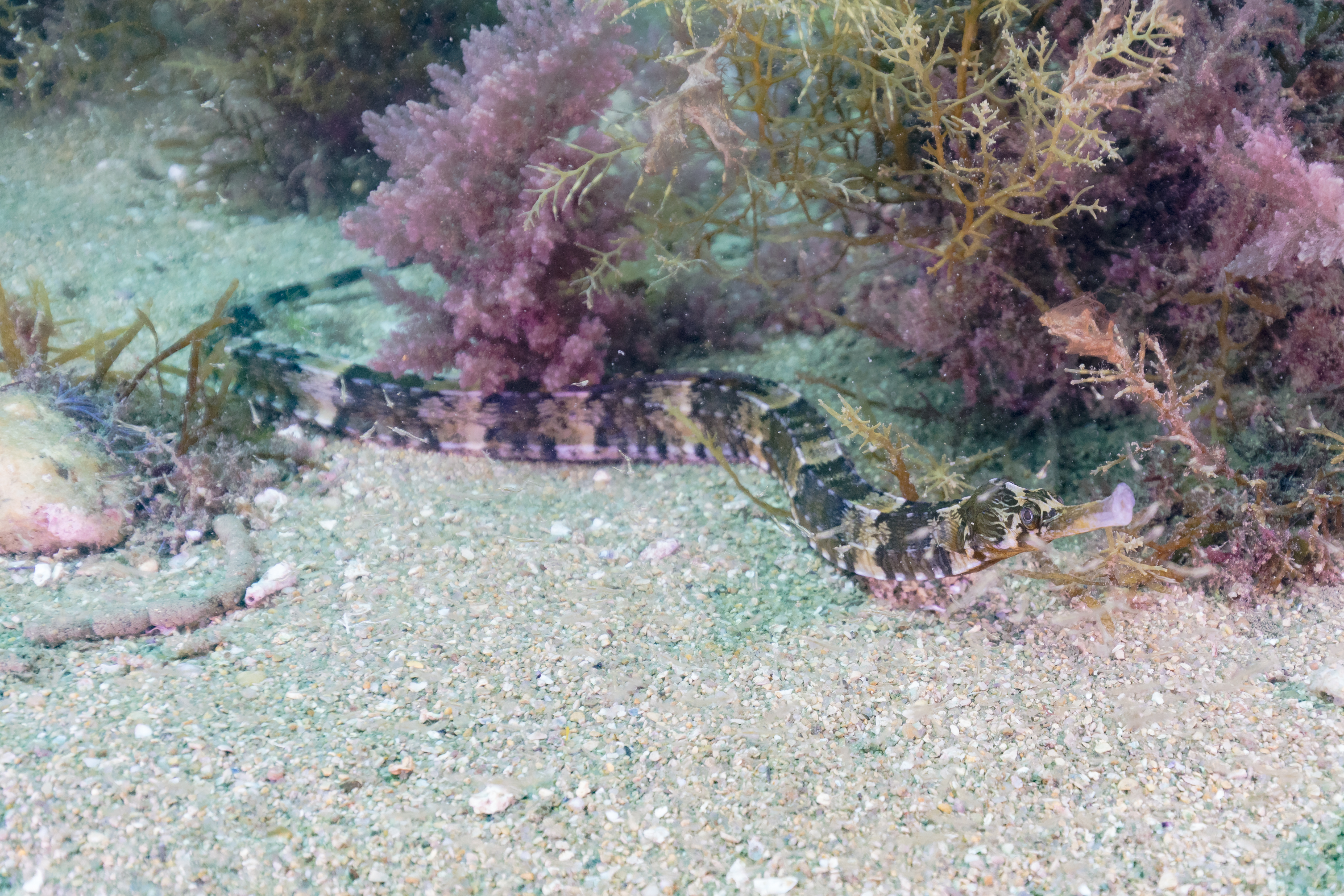
Ac de mare

Acul de mare (Syngnathus acus, Linnaeus, 1758) este o specie de pește marin din familia Singnatidelor (Syngnathidae) și subfamilia Syngnathinae.

## Aspectul exterior
Are corpul foarte alungit, de până la 35 cm și subțire, în formă de andrea acoperit cu plăci osoase. Trunchiul în formă transversală are forma unui patrulater. Capul este îngust și mic, cu botul ascuțit și relativ scurt, turtit puțin la vârf. Regiunea caudală este lungă și se termină cu o înotătoare mică, în formă de mătură și nu este diferențiată în lobi. Masculii au partea ventrală a regiunii caudale două pliuri laterale, ce formează o cameră incubatoare specială. Pe spate este prezentă o singură înotătoare dorsală relativ lungă. Înotătoarele pectorale sunt scurte. Coloritul general este cenușiu-verzui.

## Reproducerea
Reproducerea este târzie, realizându-se vara. Femela depune ovulele (icrele) 40-60 la număr, în punga incubatoare a masculului, unde are loc clocirea. Perioada de incubație poate dura până la 15 zile. Alevinii la momentul eclozării au o lungime de 18-21 mm.

## Răspândirea
Se întâlnește în Marea Neagră, Marea Caspică, Marea Mediterană și în Oceanul Atlantic; trăiește în regiunile litorale, printre alge, ținându-se în poziție verticală, fapt care îl face să rămână neobservat de către răpitori. Nu are importanță economică.

## Particularități biologice și ecologice
Este o specie cu plasticitate ecologică vastă, populând atât apele sărate, cât și cele dulci. Evită apele dulci curgătoare, deoarece nu poate înota împotriva curentului. În cursul zilei stă ascuns în vegetația acvatică. Se hrănește cu crustacee inferioare, rotifere, larve de insecte.

## Denumiri sinonime ale speciei dupăCatalogue of Life 2009
- Dermatostethus punctipinnis Gill, 1862
- Syngnathus alternans Günther, 1870
- Syngnathus brachyrhynchus Kaup, 1856
- Syngnathus delalandi Kaup, 1856
- Syngnathus rubescens Risso, 1810
- Syngnathus temmincki Kaup, 1856
- Typhle heptagonus Rafinesque, 1810

În  Dicționarul Enciclopedic Român 1962, această specie apare cu denumirea Syngnathus rubescens care este o denumire sinonimă a denumirii acceptate actualmente, Syngnathus acus.